# Sermata-Inseln
Die indonesischen Sermata-Inseln (indonesisch Kepulauan Sermata) gehören zu den Südlichen Molukken.

## Geographie
Größte Insel der Gruppe ist Sermata. Westlich von ihr liegen Kalapa, Kepuri, Tiara, Liakra, Luang, Matumara, Meatij Miarang, Metutun, Lailawan, Meaterialam und Amortuan. Zusammen bilden sie den Distrikt (Kecamatan) Mdona Hiera (Mdona Hyera), der zu dem Regierungsbezirk (Kabupaten) der Südwestmolukken (Provinz Maluku) gehört. Hauptort des Subdistriktes ist Lelang auf Sermata.
Westlich der Sermata-Inseln liegen die Leti-Inseln, östlich die Babarinseln. Zusammen sind sie Teil des äußeren Bandabogens, zu dem auch Timor weiter im Westen gehört. Südlich befindet sich die Timorsee, nördlich die Bandasee.